# درجة عالمية
درجة العالمية هي درجة تمنحها جامعة الأزهر الشريف وهي معادلة لدرجة الدكتوراه الأستاذية التأهيلية habilitation وكذلك تمنح الجامعة درجة التخصص وهي معادلة لدرجة الماجستير وتمنح أيضاً درجة الإجازة العالية وهي معادلة لدرجة البكالوريوس.

## وصلات خارجية
- الموقع الرسمي لجامعة الأزهر.